# Xylopsocus burnsi
Xylopsocus burnsi is een keversoort uit de familie boorkevers (Bostrichidae). De wetenschappelijke naam van de soort is voor het eerst geldig gepubliceerd in 1958 door Vrydagh.